# 亨利·迪帕克
欧仁·玛丽·亨利·富凯·迪帕克（法語：Eugène Marie Henri Fouques Duparc，1848年1月21日—1933年2月12日），法国作曲家。他是弗兰克的最初一些学生之一，1871年，与圣桑等人一起成立了民族现代音乐协会并任书记，但是在1885年，他由于长期受神经衰弱困扰辞去职务，并开始隐居，后来与克哈斯成为好友。他晚年毁掉了自己的许多作品，在他留下来的少数作品中，最重要的是十余首艺术歌曲。这些歌曲具有强烈的戏剧性和诗意，歌词与音乐密不可分，是法语艺术歌曲中不可多得的杰作，对后代影响很大。